# Passione (film 1939)
Passione (Golden Boy) è un film del 1939 diretto da Rouben Mamoulian.
Trae origine dallo spettacolo omonimo per la regia di Harold Clurman andato in scena dal 4 novembre 1937 al Belasco Theatre per il Broadway theatre con Luther Adler, Frances Farmer, Lee J. Cobb, Elia Kazan, Harry Morgan, Howard Da Silva, Karl Malden e John Garfield arrivando a 250 recite.

## Trama
Un promettente violinista, si getta nella boxe per ottenere subito il successo ma durante un incontro causa la morte dell'avversario e cade in una profonda crisi. Grazie alla donna che ama torna alla musica.

## Produzione
La produzione non era molto contenta del giovane protagonista William Holden che però era fortemente voluto dalla star del film Barbara Stanwyck. Anni dopo in occasione della lettura delle nomination agli Oscar l'attore avrebbe pubblicamente ringraziato l'attrice per aver salvato la sua carriera.

## Colonna sonora
Quando tutti i membri della famiglia Bonaparte sono insieme, cantano allegramente Funiculì funiculà.

## Riconoscimenti
- 1940 - Premio Oscar
  - Candidatura per la migliore colonna sonora originale